# Парменід (Платон)
Парменід (грец. Παρμενίδες) — діалог Платона, присвячений античній діалектиці. В діалозі наведена бесіда, яку під час Панафіней в 450 році до н.е. вели в домі Пифідора, слухача Зенона Елейського, 65-річний Парменід, 40-річний Зенон, 20-річний Сократ та юнак Арістотель (не має стосунку до однойменного філософа), згодом — один з Тридцяти тиранів.

## Зміст
Діалог складається з двох тематичних частин. Перша (перша-третя сюжетні частини), менша являє собою своєрідне введення в логіку, що розмежовує властивості ідей, властивості речей і мислення про них. Ідеї — всезагальні, цілісні, неподільні. Речі та явища емпіричного (реального, доступного спостереженню) світу множинні, схильні до змін і допускають різні трактування. Так, Зенон, всупереч очевидному приводить логічний доказ тому, що «множинного не існує». Головний висновок, який робить Платон устами Парменіда, стверджує, що ідеї існують самі по собі і стосуються лише самих себе, і так само речі або їхні подоби мають стосунки тільки одна до одної. Звичайно, речі якимсь чином «відповідають ідеям, але не за допомогою подібності: треба шукати якийсь інший спосіб їхньої відповідності».
Друга велика частина діалогу — це вісім гіпотез, що по-різному і довільно трактуються, складаючи логіку Платона. Проте слід зважити той факт, що між логікою гіпотез Платона і структурою логіки Гегеля (в русі ідеї від буття до поняття) існує повний збіг.
Перша частина. Тут міститься розповідь про головних осіб, пов'язаних з цим діалогом, який є викладом якимось Кефалом бесіди знаменитих елейців — Парменіда і Зенона — з тоді ще молодим Сократом.
Друга частина. Зенон, відомий своїми логічними доведеннями абсурдних речей, говорить, що все у світі однакове і не існує нічого множинного. Якщо існують множинні речі, міркує Зенон, то кожна з них виявиться й однаковою з іншою, і відмінною від неї. Це неможливо, отже множинного не існує. Зенон також описує історію цього міркування.
Третя частина. Висловлюються п'ять думок щодо відповідності ідей реальним речам:
1. Ідеї різні, тобто їх багато. Будь-яка річ може поєднувати в собі багато різних властивостей або складатися з різних частин. Так, людина може мати праву і ліву руку і водночас залишатися самою собою, тобто чимось єдиним. Але самі ідеї цих властивостей не можуть бути єдиними або тотожними. Отже, ідеї різні, тобто множинні, і втілюються в різних речах відповідно (наприклад, у правої та лівої руки кожної людини своя ідея). Їхню тотожність одна одній елейці, як думає Платон, поки не довели.
2. Реальне змішання ідей з речами. Ідеї недалекі від речей, подібні речі відповідають певній одній ідеї. Навіть такі численні та незначні речі як волосся, бруд, сміття, мають свою одну ідею, а не кожна волосина, наприклад, окрему. В Сократа виникає думка, чи не існують ідеї взагалі для всіх можливих речей. Будь-яка річ так чи інакше відповідає якій-небудь ідеї.
3. Відповідність речі своїй ідеї, хоча в певному сенсі і дробить ідею, проте залишає її по її суті абсолютно неподільною. Один і той же день існує в різних місцевостях, а проте він не дробиться і не відділяється сам від себе. І взагалі до поняття ідеї неприйнятні ніякі речові або просторово-часові відмінності. Річ подібна ідеї; але це не означає, що те, чим вони подібні, є щось третє, крім речі і ідеї. І це незалежно від того, чи будемо ми вважати ідею тільки думкою про щось або об'єктивним зразком речі в самій природі. Кожна річ уподібнюється до своєї ідеї.
4. Ідея не є щось непізнаване, тому що ідеї існують тільки в своєму взаємовизначенні або взаємовідносинах. Якби ідея існувала абсолютно відокремлено, то її ні з чим було б порівнювати і, отже, вона стала б для філософів непізнаваною. Але для визнання її існування недостатньо і порівнювати її з її речовими подобами. Подібності ідей визначаються не порівнянням з ідеями, але в порівнянні з подобами інших ідей. Отже, якщо ідеї абсолютно відокремлені від речей, то стануть непізнаваними ні вони самі, ні їхні образи і подоби в речах. Якщо навіть є така істота, яка володіє абсолютним знанням, а саме бог, то вона за умови відокремленого існування ідей теж нічого не пізнавала б і ні над чим не панувала б.

Четверта частина. Заплутавшись в метафізичному дуалізмі, співрозмовники діалогу ступають шлях діалектики найзагальніших категорій, і перш за все Єдиного (Одного) та Іншого (Численного). Тобто, загального об'єднання ідей та їхнього розрізнення. Намічається план дослідження, який далі розкривається в конкретних гіпотезах:
1. Єдине абсолютне і крім нього нічого не існує. Всі ідеї містяться в одній ідеї Єдиного. Однак в такому випадку Єдине ні з чим порівнювати, тобто не можна приписувати йому взагалі будь-які ознаки і особливості, які б виникали в результаті його порівняння з іншим. В такому випадку жодна категорія не характеризує його, ні його якість, ні кількість. Воно стає абсолютно непізнаваним і, отже, зникає для філософа. Звідси слідує висновок, що якщо існує тільки Єдине і більше нічого немає, це рівнозначно тому, що не існує і цього Єдиного. Тому можна сказати, що не існує взагалі нічого.
2. Єдине і тотожне і відмінне Іншому. У цьому випадку Єдине вже відрізняється чимось від буття, яке бачать філософи. Отже, йому властива категорія відмінності. Але те, що відмінне від чого-небудь, у всякому разі залишається самим собою, воно тотожне самому собі. Якщо Єдине відмінне від Іншого, то це можливо тільки за тієї умови, що існує момент і повної їхньої тотожності. Таким же чином виводяться і всі інші логічні категорії, тобто всі вони і різняться і тотожні між собою. Якщо Єдине дійсно існує, це означає, що все пізнаване і, отже існує. Єдине містить у собі все, що є, було і буде, тому незмінне, не передбачає свого розвитку. При цьому висувається дуже важливе поняття діалектичної миті, оскільки відмінність і тотожність однієї категорії з іншою виникає поза часом і простором, без проміжку або поступовості.
3. Єдине дорівнює Іншому. При відносному припусканні Єдиного, коли воно має чимось відрізнятися від Іншого, стає зрозумілим, що це Інше у всякому разі є, бо інакше Єдине ні з чим було б порівнювати. Але раз це Інше є, то з його буття випливають і всі інші категорії. Отже, при відносному припусканні Єдиного все інше теж є, тобто Інше може бути яким завгодно. Протилежність Єдиного лишається Єдиним, але "своїм Єдиним". Якщо Єдине дійсно існує, то існує і все інше крім цього Єдиного.
4. Єдине існує для самого себе. Якщо в Єдиному немає ніякого буття, це означає, що взагалі нічого немає, тобто немає також і Іншого, оскільки неможливе порівняння. Тому якщо при абсолютному припусканні Єдиного це Єдине зникає для мислителя, то при такому становищі зникає і все інше. Якщо існує Єдине і воно є тільки це Єдине, і більше ніяке, то це означає, що немає нічого іншого, крім цього Єдиного.
5. Єдиного не існує, але тільки в певному сенсі. Далі замість припускання існування Єдиного розглядається його заперечення при симетричному дотриманні тієї ж послідовності основних діалектичних позицій, які висувалися і в діалектиці припускання Єдиного. Тобто, співрозмовники відштовхуються від того, що Єдиного не існує. Спочатку заперечується Єдине в відносному сенсі, тобто ставиться питання, що вийде, якщо Єдиного не буде. Коли його не буде, то тим самим встановлюється якась відмінність. Але, встановивши категорію відмінності, філософи приписують Єдиному ті чи інші особливості, тобто якість, кількість і т. д. Отже, якщо Єдиного немає в відносному сенсі, то в ньому є і все інше, тобто всі категорії взагалі. Якщо Єдиного немає, але не взагалі, а в якомусь спеціальному сенсі, то це Єдине є все.
6. Єдиного не існує абсолютно. Єдине підтримує існування речей, без нього немає буття. Якщо Єдине заперечується абсолютно, то заперечується і все те, що в ньому могло б бути.
7. Єдине не є протилежністю Іншого. Припускається, що філософи заперечують Єдине відносно. Це означає, що крім Єдиного існує Інше. А вдивляючись у це Інше, видно, що в ньому є все, що завгодно. Якщо Єдине заперечується тільки в якомусь спеціальному сенсі, то все інше крім цього Єдиного існує.
8. Єдиного не існує, а з ним і нічого ще, оскільки Інше виникає тільки в результаті протиставлення йому Єдиного. А тому і приписувати йому що-небудь, тобто знаходити в ньому якісь категорії, теж безглуздо. Якщо Єдине заперечується цілком, то заперечується в ньому і все, що могло б бути.